# 摩納哥角
64°43′S 64°18′W / 64.717°S 64.300°W

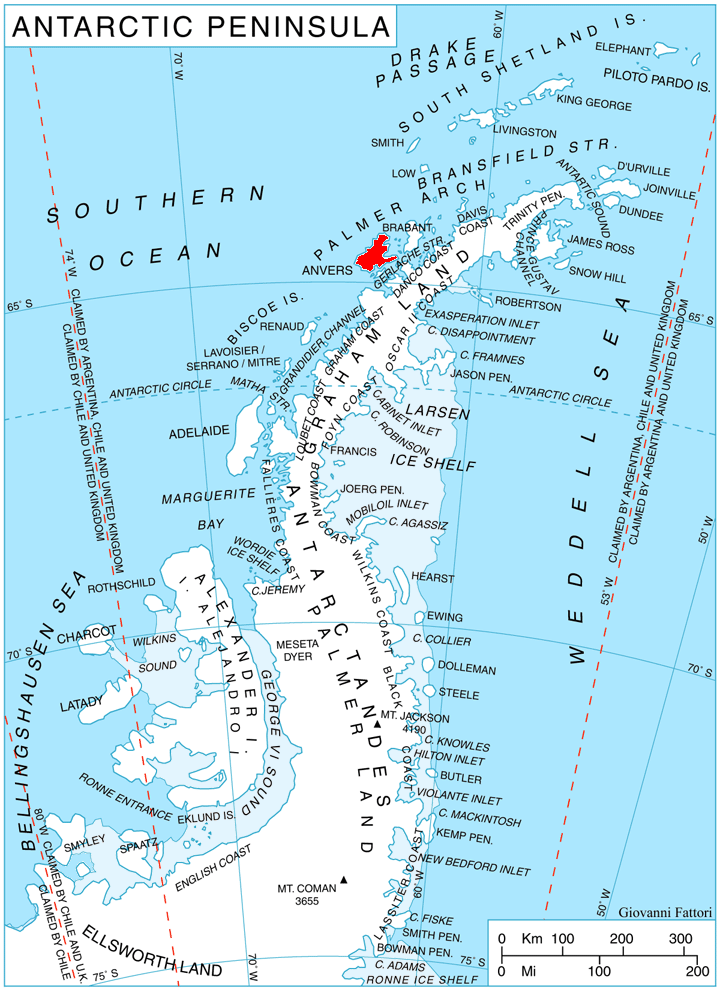

摩納哥角（英語：Cape Monaco）是南極洲的海岬，位於帕默群島的昂韋爾島西南端，處於丘科韋澤爾島以東3公里和戈斯勒群島以南7.2公里，由德國探險隊發現。